# Taxe sur les produits cosmétiques

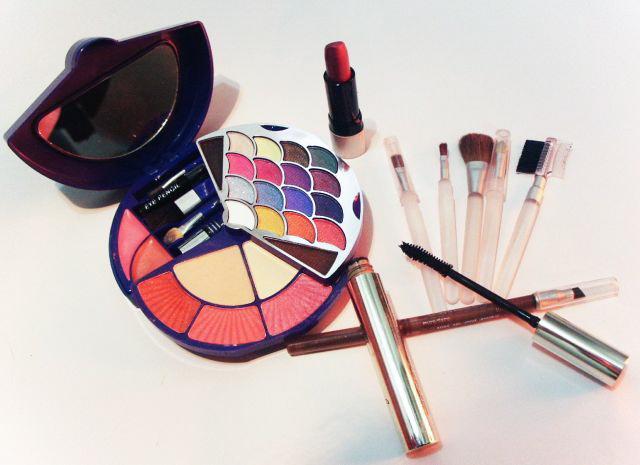
Produits cosmétiques

La taxe sur les produits cosmétiques est une taxe affectée française à la Caisse nationale de l'assurance maladie des travailleurs salariés, établissement public national à caractère administratif, « tête de réseau » opérationnelle du régime d'assurance maladie obligatoire en France. Elle est en vigueur de 2012 à 2015.

## Historique
Le sénateur Alain Milon propose en 2009 et 2010 de taxer les produits cosmétiques pour permettre de financer la cosmétovigilance, le travail de contrôle de qualité de l'Agence française de sécurité sanitaire des produits de santé (AFSSAPS). Lors du projet de loi de finances pour 2010, le Sénat adopte cet amendement qui prévoit que les entreprises de cosmétiques versent 0,25% du chiffre d'affaires annuel, si les ventes dépassent 763 000 euros,.
Il faut attendre le projet de loi de financement de la Sécurité sociale pour 2012 pour que cette taxe soit définitivement adoptée,. Le taux est abaissé à 0,10% mais plus aucun exonération n'est prévue. COSMED, l'association des PME de la filière cosmétique, réclamait que les entreprises réalisant moins de 900 000 euros de chiffre d’affaires soient exonérées.
Son rendement prévisionnel était de 10 millions d'euros. Entre temps, l'AFSSAPS devient l'Agence nationale de sécurité du médicament et des produits de santé et est financée par une subvention du ministère de la santé, du coup le produit de la taxe est affectée à la CNAMTS.
L'article 27 de la loi n° 2015-1785 du 29 décembre 2015 de finances pour 2016 a abrogé l'article 1600-0 P du code général des impôts qui instituait une taxe sur les ventes de produits cosmétiques. La Fédération des entreprises de beauté (FEBEA) s'est réjouie de la suppression de cette taxe, qui selon elle, pénalisait lourdement les TPE et PME qui représentent 85% des acteurs du secteur et pénalisait les acteurs opérant en France.

## Caractéristiques

### Redevables
Les fabricants et les importateurs de cosmétiques effectuant la première vente en France devaient verser 0,10% du chiffre d'affaires annuel.

### Rendement
Au moment de sa suppression, le produit de la taxe était de sept millions d'euros.